# Steffi Pähn
Steffi Pähn (* 21. Februar 1995) ist eine estnische Schauspielerin.

## Leben und Karriere
Pähn absolvierte 2014 die Theaterklasse am Vanalinna Hariduskolleegium in Tallinn. Anschließend studierte sie Schauspiel an der Estnischen Akademie für Musik und Theater. Anschließend setzte sie ihr Studium an der Universität Tampere fort.
Ihr Debüt gab sie 2017 in dem Film Sangarid. Anschließend war sie 2023 in Vaba raha zu sehen. Im selben Jahr wurde sie für den Film Tume paradiis gecastet. 2024 bekam sie eine Rolle in Elu ja armastus.
Seit 2019 ist sie Mitglied des Eesti Noorsooteater und trat in den Stücken Borka röövel, hallvanake, metsmardus jt, Ametnik, naine tänavalt und Pikk auf.

## Filmografie
- 2017: Sangarid
- 2017: Rohelised kassid
- 2018: Võta või jäta
- 2023: Vaba raha
- 2023: Tume paradiis
- 2024: Elu ja armastus